# Selangor-Kleinstgleithörnchen
Das Selangor-Kleinstgleithörnchen (Petaurillus kinlochii) ist ein Gleithörnchen aus der Gattung der Kleinstgleithörnchen (Petaurillus). Es kommt ausschließlich im malaiischen Bundesstaat Selangor auf der malaiischen Halbinsel vor.

## Merkmale
Das Selangor-Kleinstgleithörnchen gehört gemeinsam mit den anderen Arten der Gattung zu den kleinsten Gleithörnchenarten, ist jedoch etwa weniger als doppelt so groß wie Emilias Kleinstgleithörnchen (Petaurillus emiliae). Es erreicht eine Kopf-Rumpf-Länge von etwa acht bis neun Zentimetern und besitzt einen etwa ebenso langen Schwanz. Das Gewicht liegt bei etwa 20 Gramm. Die Rücken- und Kopffärbung ist braun mit weißen Flecken hinter den Ohren und die Oberseite der Gleitmembran ist dunkel mit schwarzem Rand. Der Schwanz ist hellbraun am Ansatz und wird nach hinten dunkler, bevor er in einer breiten weißen Spitze endet.
Wie alle Zwerggleithörnchen hat es eine behaarte Gleithaut, die Hand- und Fußgelenke miteinander verbindet und durch eine Hautfalte zwischen den Hinterbeinen und dem Schwanzansatz vergrößert wird. Die Gleithaut ist muskulös und am Rand verstärkt, sie kann entsprechend angespannt und erschlafft werden, um die Richtung des Gleitflugs zu kontrollieren.

## Verbreitung

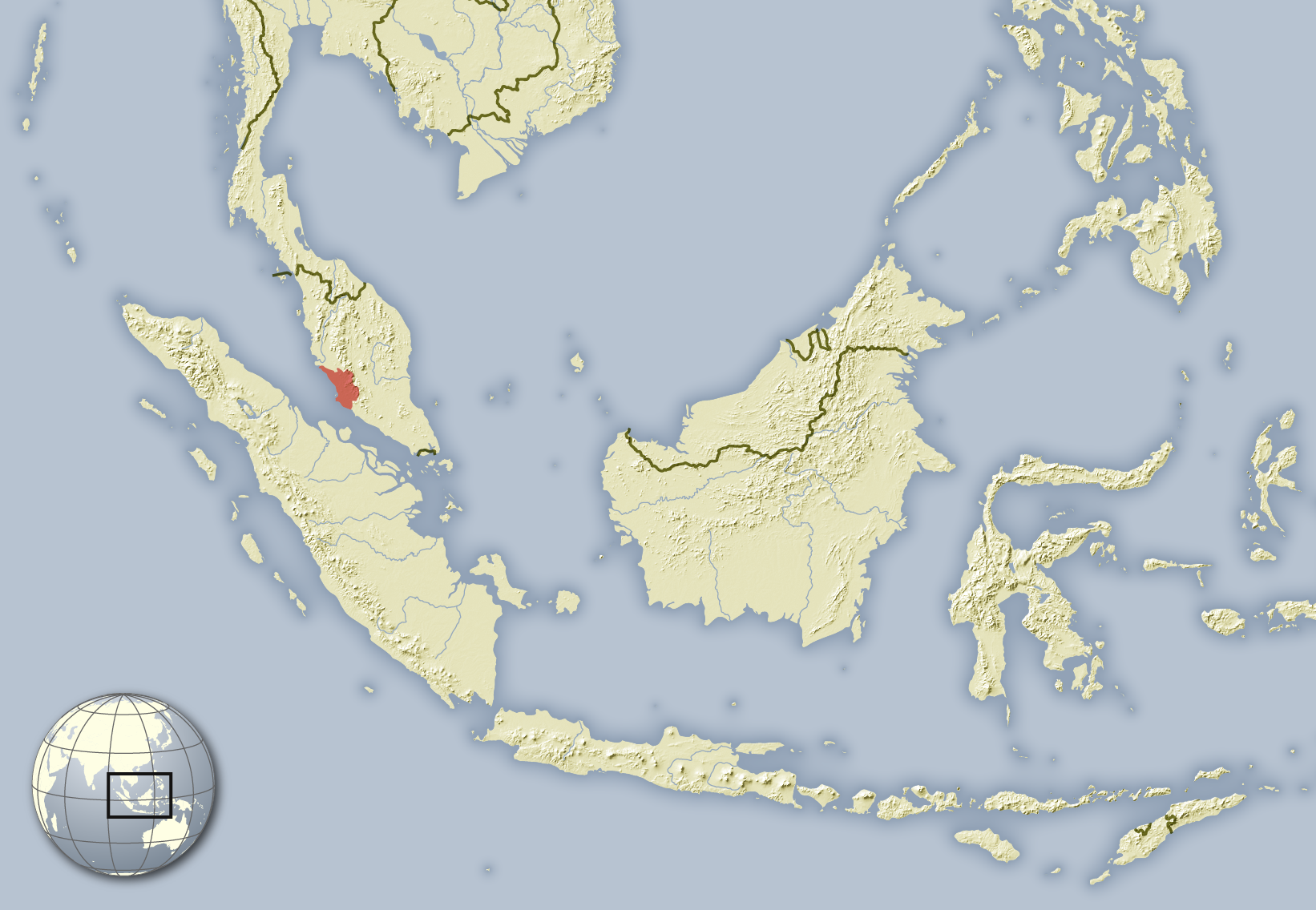
Verbreitungsgebiet des Selangor-Kleinstgleithörnchens

Das Selangor-Kleinstgleithörnchen kommt ausschließlich im malaiischen Bundesstaat Selangor auf der malaiischen Halbinsel vor.

## Lebensweise
Über die Lebensweise des Gleithörnchens liegen ebenso wie für die beiden anderen Arten der Gattung so gut wie keine Daten vor. Es ist strikt baumlebend und nachtaktiv, Sichtungen sind selten. Es kommt sowohl in Primärwäldern wie auch in Kautschukplantagen vor.
Aufgrund ihrer geringen Größe und des geringen Gewichts sind die Tiere der Gattung wahrscheinlich in der Lage, langsamer und gezielter zu gleiten als andere Gleithörnchen. Es wurde angenommen, dass das Selangor-Kleinstgleithörnchen über optische Signale mit der Schwanzspitze kommuniziert, das ist jedoch nicht bestätigt.

## Systematik
Das Selangor-Kleinstgleithörnchen wird als eigenständige Art innerhalb der Gattung der Kleinstgleithörnchen  (Petaurillus) eingeordnet, die insgesamt drei Arten enthält. Die wissenschaftliche Erstbeschreibung stammt von Herbert Christopher Robinson und Cecil Boden Kloss aus dem Jahr 1911 anhand eines Individuums aus Selangor auf der malaiischen Halbinsel.
Innerhalb der Art werden keine Unterarten unterschieden.

## Bestand, Gefährdung und Schutz
Das Selangor-Kleinstgleithörnchen wird von der International Union for Conservation of Nature and Natural Resources (IUCN) aufgrund der wenigen verfügbaren Daten nicht in eine Gefährdungskategorie eingeordnet und als „data deficient“ gelistet. Die Art wurde nur an sehr wenigen Stellen nachgewiesen und es gibt keine Aussagen über das Verbreitungsgebiet und den Bestand der Tiere, konkrete Bestandsaufnahmen haben nicht stattgefunden.
Als Hauptgefährdungsursache wird der Lebensraumverlust durch den Holzeinschlag angesehen.

## Belege
1. 1 2 3 4 5 6 7  Richard W. Thorington Jr., John L. Koprowski, Michael A. Steele: Squirrels of the World. Johns Hopkins University Press, Baltimore MD 2012; S. 109. ISBN 978-1-4214-0469-1
2. 1 2 3 4 5  Petaurillus kinlochii in der Roten Liste gefährdeter Arten der IUCN 2014.1. Eingestellt von: J.W. Duckworth, C. Francis, 2008. Abgerufen am 25. Juni 2014.
3. 1 2 3  Don E. Wilson & DeeAnn M. Reeder (Hrsg.): Petaurillus kinlochii in Mammal Species of the World. A Taxonomic and Geographic Reference (3rd ed).